# Thorner Presse
Die Thorner Presse,  seit 1907 Die Presse, war eine Tageszeitung in Thorn in Westpreußen von 1883 bis 1920.

## Geschichte
Die Thorner Zeitung erschien erstmals am 1. April 1883. Chefredakteur wurde der kurzfristig engagierte J. Bernhard aus Süddeutschland, da der ursprünglich vorgesehene Lunze kurzfristig zurücktrat. Der Druck erfolgte bei C. Dombrowski in Thorn, der offenbar die Herausgabe anfangs mit initiiert hatte. Die Zeitung vertrat zunächst einen deutschnationalen Standpunkt. Sie berichtete über politische Ereignisse in Deutschland, der Welt und der Provinz Westpreußen. Andere Bereiche wie Wirtschaft, Kultur und weitere fanden nur wenig Raum.
Seit dem 1. Januar 1907 erschien die Zeitung als Die Presse. Ostmärkische Tageszeitung. Am 31. Dezember 1920 wurde das Erscheinen eingestellt, nachdem die Stadt Thorn seit Anfang des Jahres zur neuen Zweiten Polnischen Republik gekommen war.

## Persönlichkeiten
Chefredakteure waren:
- J. Bernhard, 1883-
- Heinrich Wartmann, 1917, Stadtrat
- Ewald Schwandt, 1918

## Digitalisate
Die Thorner Presse/Die Presse ist (wahrscheinlich) vollständig digitalisiert bis Ende 1918, als einzige Tageszeitung in Westpreußen für diese Zeit. Sie ist daher eine wichtige Informatsquelle für Ereignisse in der Provinz, einschließlich Danzig.
- Digitalisate 1883–1918 Pomorska Biblioteka Cyfrowa